# Liste der Biografien/Voy
Liste der Biografien |
Portal Biografien |
Personensuche
# |
A |
B |
C |
D |
E |
F |
G |
H |
I |
J |
K |
L |
M |
N |
O |
P |
Q |
R |
S |
T |
U |
V |
W |
X |
Y |
Z |
?
 
Va |
Vd |
Ve |
Vh |
Vi |
Vj |
Vl |
Vn |
Vo |
Vr |
Vs |
Vt |
Vu |
Vy
 
Voa |
Vob |
Voc |
Vod |
Voe |
Vof |
Vog |
Voh |
Voi |
Voj |
Vok |
Vol |
Vom |
Von |
Voo |
Vop |
Vor |
Vos |
Vot |
Vou |
Vov |
Vow |
Vox |
Voy |
Voz
Die Liste der Biografien führt alle Personen auf, die in der deutschsprachigen Wikipedia einen Artikel haben. Dieses ist eine Teilliste mit 16 Einträgen von Personen, deren Namen mit den Buchstaben „Voy“ beginnt.

## Voy

### Voya
- Voyage (* 2001), serbischer SängerVoyage (* 2001)

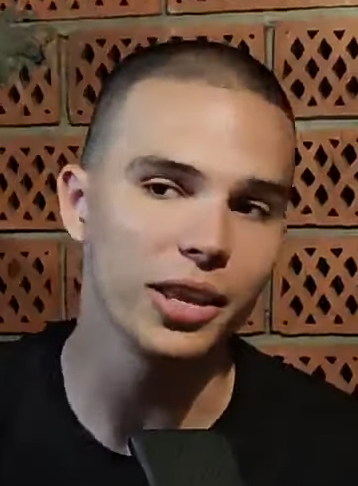
Voyage (* 2001)

- Voyagis, Yorgo (* 1945), griechischer Filmschauspieler

### Voye
- Voyer d’Argenson, Pierre de, französischer Militär, Gouverneur von Neufrankreich, Grand Bailli von Touraine
- Voyer de Paulmy d’ Argenson, Marc-René de (1722–1782), französischer Militär
- Voyer de Paulmy d’Argenson, Antoine René de (1722–1787), französischer Diplomat, Staatsminister, Bibliophiler und Romanist
- Voyer de Paulmy d’Argenson, François-Elie (1656–1728), französischer Prälat
- Voyer de Paulmy d’Argenson, Marc René Marie de (1771–1842), französischer Militär, Unternehmer und Politiker
- Voyer de Paulmy, Gabriel (1611–1682), französischer Bischof
- Voyer, René de (1596–1651), französischer Diplomat, Gouverneur von Touraine, Botschafter in Venedig
- Voyer, René II. de (1623–1700), französischer Botschafter in Venedig

### Voyn
- Voynet, Dominique (* 1958), französische Politikerin (Les Verts), MdEP und Umweltministerin
- Voynich, Ethel Lilian (1864–1960), englische Schriftstellerin, Übersetzerin und Komponistin
- Voynich, Wilfrid Michael (1865–1930), US-amerikanischer Büchersammler und Antiquar polnischer Abstammung

### Voys
- Voys, Andreas de (1886–1973), deutscher Jurist, Bürgermeister der Stadt Paderborn
- Voysey, Charles (1857–1941), britischer Architekt und Designer

### Voyt
- Voytek, Jimmy (1938–1980), US-amerikanischer Country- und Rockabilly-Musiker